# レオーネ (映像制作会社)
株式会社レオーネは、2004年に設立された東京都世田谷区に本社を置く日本の映画制作会社であり制作プロダクションある。500作品以上の映像作品を制作しており映像制作および音楽出版・管理、芸能マネージメントも手掛けている。代表取締役社長は映画プロデューサーの久保和明。

## 事業内容
- 映像制作業務
- TV、CM、映画のキャスティング
- イベント企画及び運営
- プロダクション業務
- 映像著作物の管理
- 音楽著作物の管理
- 映像作品、楽曲の販売
- 映画の宣伝・配給
- 小物商品の販売
- 飲食店の経営

## 主な制作作品

### 映画
- 新宿区歌舞伎町保育園　2009年公開
- タナトス　原案：竹原慎二　原作：落合裕介　監督・脚本：城定秀夫　出演：徳山秀典　佐藤祐基　平愛梨　渋川清彦　古川雄大　大嶋宏成　竹原慎二　ガッツ石松　輪島功一　レパード玉熊　佐藤修　薬師寺保栄　秋本奈緒美　升毅　梅沢富美男
- アメイジング グレイス〜儚き男たちへの詩〜　川野浩司監督　出演：窪塚俊介 宮田大三 神田沙也加 鎌苅健太 粟島瑞丸 上吉原陽 大嶋宏成 畑山隆則 渋川清彦 宮地真緒 永山たかし 松浦祐也 加藤沙耶香 吉木りさ ベンガル 鳥肌実 諏訪太朗 美保　純
- カフェ・ソウル（日韓合作）　脚本：金杉弘子　監督：武正晴　出演：キム・ジョンフン　斎藤工　他（2009年公開）
- チョルラの詩（日韓合作）　脚本：谷口広樹、チョン・ミラ、川口浩史監督：川口浩史　出演：キム・ミンジュン　ソ・ドヨン　キム・プルン（2010年公開）
- 18倫シリーズ　2009年・2010年公開
- イケてる2人　2009年公開
- 富江VS富江　2008年公開
- 悦楽交差点　監督・脚本：城定秀夫
- 舐める女　脚本：長濱亮祐・城定秀夫　監督：城定秀夫
- 方舟の女たち　監督・脚本：城定秀夫
- 屍囚獄　原作:室井まさね　　監督・脚本：城定秀夫
- シュレーディンガーの女　監督・脚本：城定秀夫
- わたしはわたし　監督・脚本：城定秀夫
- ミク、僕だけの妹　監督・脚本：城定秀夫
- 新宿パンチ　監督：城定秀夫
- 恋の豚　脚本：鈴木愛・城定秀夫　城定秀夫監督
- 犯す女～愚者の群れ～　監督・脚本：城定秀夫
- 花咲く部屋　監督・脚本：城定秀夫
- 花と沼　監督・脚本：城定秀夫
- 性の劇薬　原作：水田ゆき　監督・脚本：城定秀夫
- アルプススタンドのはしの方  2020年公開　監督：城定秀夫

- 欲しがり奈々ちゃん 〜ひとくち、ちょうだい〜　脚本：首藤凜　城定秀夫監督
- 扉を閉めた女教師　監督・脚本：城定秀夫
- ここではないどこかへ　監督・脚本：小南敏也
- はつ恋とビー玉　品川区しながわ観光協会　川野浩司監督
- クロガラス　シリーズ ep1，ep2，ep3，ep0　小南敏也監督　出演：崎山つばさ、植田圭輔　他
- 愛なのに　　脚本：今泉力哉／監督：城定秀夫　出演：瀬戸康史 さとうほなみ 河合優実 中島歩 向里祐香　他　（2022年新宿武蔵野館他にて全国公開）
- 猫は逃げた　脚本：城定秀夫／監督：今泉力哉　出演：山本奈衣瑠　毎熊克哉　手島実優　井之脇海　伊藤俊介（オズワルド）　中村久美　他　（2022年新宿武蔵野館他にて全国公開）
- ビリーバーズ　原作：山本直樹　監督・脚本：城定秀夫　出演：磯村勇斗　北村優衣　宇野祥平　毎熊克哉　山本直樹　（2022年7月8日テアトル新宿他全国公開）
- 銀平町シネマブルース 脚本：いまおかしんじ　監督：城定秀夫　出演：小出恵介　吹越満　宇野祥平　藤原さくら　日高七海　  中島歩　黒田卓也　木口健太　小野莉奈　平井亜門　守屋文雄　関町知弘（ライス）　小鷹狩八　谷田ラナ  さとうほなみ　加治将樹　片岡礼子　藤田朋子　／　浅田美代子　渡辺裕之（2023年2月10日（金）より新宿武蔵野館ほか全国順次公開）
- ヒットマン・ロイヤー　監督：大野大輔　出演：荒木宏文　陳内将　秋谷百音　高橋健介　北川尚弥　伊能昌幸　渡邊将　才川コージ　忍足洸武　大崎凛　安藤ヒロキオ　川又シュウキ　澁澤真美　佐倉萌　稲森誠　稲葉凌一　森羅万象（2023年4月公開・配給：クロックワークス）
- 放課後アングラーライフ　原作：井上かえる「女子高生の放課後アングラーライフ」（KADOKAWA刊） 監督・脚本：城定秀夫　出演：十味（#212）　まるぴ　森ふた葉　平井珠生　宇野祥平　西村知美　カトウシンスケ　三遊亭遊子　藤田朋子　中山忍（2023年4月公開・配給：KADOKAWA）
- アキはハルとごはんを食べたい　原作：たじまこと「アキはハルとごはんを食べたい」（竹書房「bamB！」刊）　監督：川野浩司／脚本：川﨑龍太　出演：赤澤遼太郎　高橋健介　赤羽流河　櫻井佑樹　竹内星菜　田中優香　青山ひかる　永山たかし　柴田理恵（2023年6月公開・配給：クロックワークス）
- 『セフレの品格 初恋』『セフレの品格 決意』（2作品同時公開）原作：湊よりこ『セフレの品格』（双葉社 JOUR COMICS）　監督・脚本：城定秀夫　主題歌：前野健太「ああ…」出演：行平あい佳　青柳 翔　片山萌美　新納慎也　初恋：川瀬陽太　こころ　伊藤克信　寺島まゆみ　田中美奈子　決意：髙石あかり　石橋侑大　大嶋宏成（2023年夏公開・配給：日活）
- 神回　（TOEI VIDEO NEW CINEMA FACTORY 第一回作品）監督・脚本：中村貴一朗　出演：青木柚　坂ノ上茜　新納慎也　桜まゆみ　岩永洋昭　平山繁史　渡辺綾子　横江泰宣　井上想良　日下玉巳　三浦健人　平山由梨　藤堂日向　岡部ひろき　森一　南一恵（2023年7月公開・配給：東映ビデオ）
- 17歳は止まらない　（TOEI VIDEO NEW CINEMA FACTORY 第一回作品）監督・脚本：北村美幸　出演：池田朱那　片田陽依　白石優愛　大熊杏優　青山 凱　中澤実子　ジョカベル美羽　安部夏音　三好紗椰　中島 歩（2023年8月公開・配給：東映ビデオ）

## 受賞歴

### 『アルプススタンドのはしの方』受賞歴
- 第42回ヨコハマ映画祭（2020年度）
  - 監督賞（城定秀夫）
  - 2020年度日本映画ベストテン 第6位
- 第12回TAMA映画（2020年度）
  - 特別賞受賞
- 第94回『キネマ旬報ベスト・テン』（2020年度）
  - 日本映画ベスト・テン10位
- 『映画芸術』2020年日本映画ベストテン&ワーストテン（2020年度）
  - ベストテン3位
- 第30回日本映画プロフェッショナル大賞（2020年度）
  - 監督賞（城定秀夫）
  - ベストテン3位
- Filmarks「7月第4週公開映画の初日満足度ランキング」
  - 第1位
 『愛なのに』受賞

- 第44回ヨコハマ映画祭主演男優賞受賞（瀬戸康史）

- 第44回ヨコハマ映画祭 助演女優賞（河合優実）＜対象作品（「ある男」「PLAN 75」「愛なのに」「冬薔薇」「ちょっと思い出しただけ」）＞

- 第14回TAMA映画賞最優秀新進女優賞（河合優実）＜対象作品（『PLAN 75』『愛なのに』『ちょっと思い出しただけ』『女子高生に殺されたい』『百花』『冬薔薇』『偽りのないhappy end』）＞

- 第24回ウディネ・ファーイースト映画祭 脚本賞（今泉力哉・城定秀夫）

- Filmarks「2月第4週公開映画の初日満足度ランキング」第1位
 『ビリーバーズ』受賞

- 第14回TAMA映画賞最優秀新進男優賞（磯村勇斗）＜対象作品（『ビリーバーズ』『PLAN 75』『異動辞令は音楽隊！』『さかなのこ』『前科者』『彼女が好きなものは』『ホリック xxxHOLiC』『劇場版 きのう何食べた？』『MIRRORLIAR FILMS Season3』）＞

- 第1回女性記者ライター映画賞主演男優賞（磯村隼斗）

### テレビドラマ
- 眼球遊園シリーズ（大日本ノックアウトガール・ラムズスクワッド・血族） TBS系

### ドキュメンタリー
- 鎌苅健太 25th-flow-

### DVD
- ブラックジャーナルシリーズ
- ヤンキー女子高生シリーズ
- デコトラ・ギャル 奈美
- デコトラ・ギャルシリーズ
- 失踪
- hajiraiマシンガール
- 若葉学園 チェリーボーイズ
- 機械仕掛けのRQ
- 19

### MV
- 「TRUSTRICK」（神田沙也加・Billyの音楽ユニット）
  - 『ATRAS』・『if -君と行くセカイ-』・『beautiful dreamer』